# Parque Nacional de Shirui

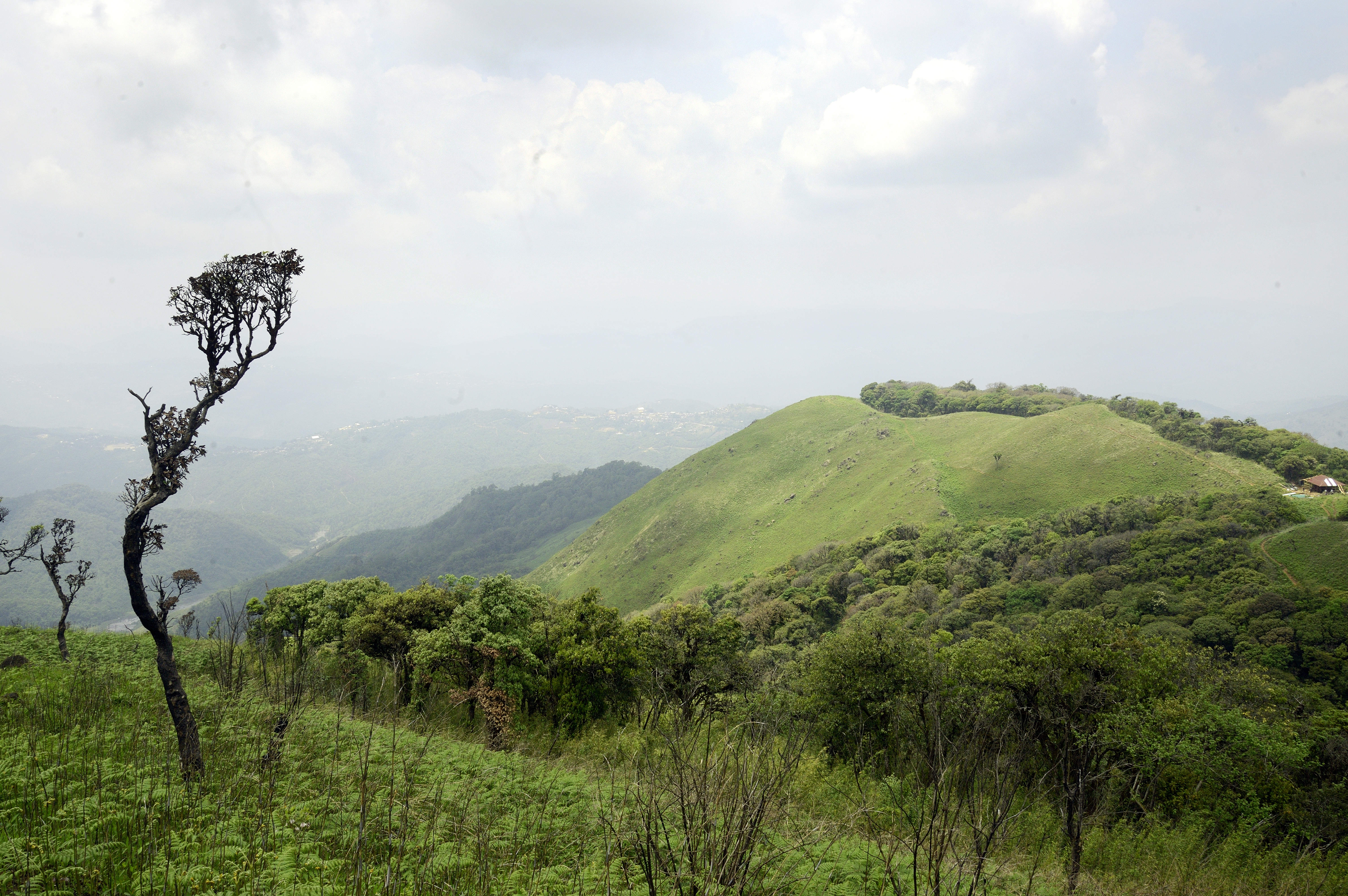
Uma vista do Parque Nacional Siroy, Manipur

O Parque Nacional de Shirui é um parque nacional localizado no estado de Manipur, na Índia. Foi criado em 1982. Entre os animais que vivem aqui estão o tragopan, o tigre e o leopardo. É aqui que o famoso lírio shirui (Lilium maclineae) cresce naturalmente. O principal pico de Shirui é repleto de flores durante as monções.

## Flora
Possui densas florestas tropicais por toda parte e florestas temperadas no topo das colinas.